# Jadwiga Szyszko

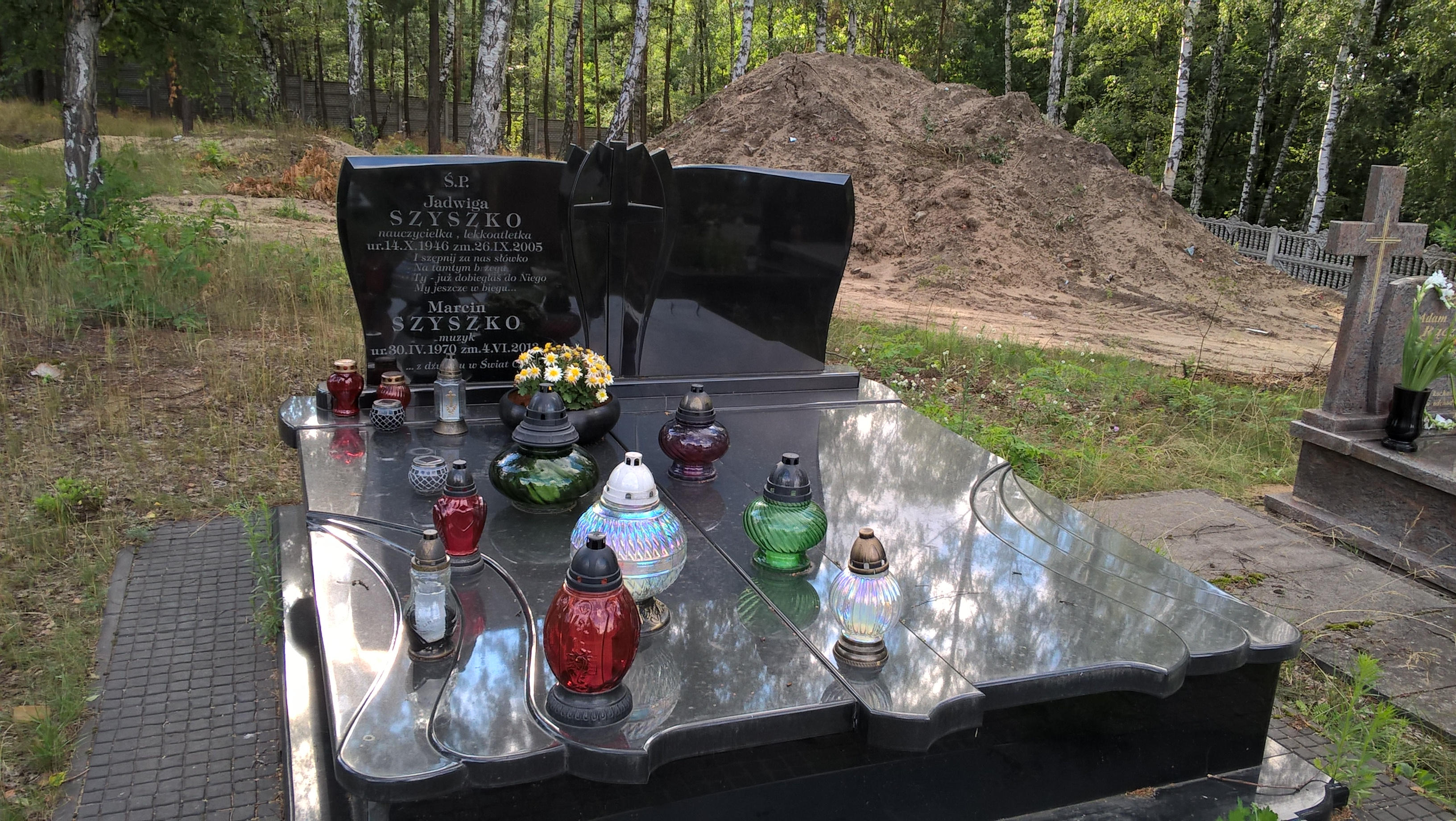
Grób Jadwigi Szyszko na cmentarzu w Starej Miłośnie

Jadwiga Szyszko (ur. 14 października 1946, zm. 26 września 2005 w Warszawie) – polska trenerka lekkoatletyki, pedagog.

## Życiorys
Jako zawodniczka Klubu Sportowego Warszawianka trenowała skok w dal, następnie będąc trenerką była związana z Klubem Sportowym Orzeł Warszawa, prowadziła także m.in. kadrę narodową Polski juniorek. Polski Komitet Olimpijski uhonorował ją wyróżnieniem w konkursie "Trenerka roku 2002" za całokształt pracy trenerskiej z kobietami. Była wieloletnią nauczycielką wychowania fizycznego, a od 1978 dyrektorem ds. sportowych Zespołu Szkół Sportowych nr 1 w Warszawie (im. Henryka Leliwy-Roycewicza, wcześniej im. Pawła Findera).
Jej synem był muzyk Marcin Szyszko.